# Léo Schwechlen
Léo Schwechlen (Montbéliard, 5 giugno 1989) è un calciatore francese, difensore del Tours.